# Distributed Management Task Force
Die DMTF (früher Distributed Management Task Force, und bis ca. 1998 auch Desktop Management Task Force) ist eine Normungsorganisation von Unternehmen der IT-Industrie. Ihr gehören eine Vielzahl von namhaften Unternehmen an.
Die DMTF verbindet industrielle Hersteller und Anwender in gemeinsamen Arbeitsgruppen (auch „Forums“ genannt), um die Entwicklung, Anpassung und Interoperabilität von Standards für das Systemmanagement und Initiativen für die Koordination des Systemmanagements in Unternehmens- und Internetumgebungen zu koordinieren. Ziel ist die Rationalisierung und Kostensenkung bei der Integration unterschiedlicher Systeme. Die Standards sollen das Zusammenwirken von Produkten unterschiedlicher Hersteller ohne aufwändige Datenkonversion garantieren.
Die DMTF selbst ist Teil der ISO/IEC-Gruppe „JTC 1/SC 7 - Software and systems engineering“. Für einige der DMTF-Standards existieren bereits ANSI-, INICITS-, ISO- oder IEC-Normen.
Als Beispiel dient der Standard Common Information Model (CIM). Es regelt den Austausch von Informationen in plattformunabhängiger und technologieneutraler Form. Viele verschiedene Anwendungsfälle existieren, z. B. in der militärischen Kommunikation, Netzwerksystemen usw.

## Liste aktueller DMTF-Standards
Mit Stand April 2021:
- CADF - Cloud Auditing Data Federation
- CIMI - Cloud Infrastructure Management Interface - ISO/IEC 19831:2015[10]
- CIM - Common Information Model
- DASH - Desktop & Mobile Architecture for System Hardware
- MCTP - Management Component Transport Protocol
  - Including NVMe-MI™, I2C/SMBus and PCIe® Bindings
- NC-SI - Network Controller Sideband Interface
- OVF - Open Virtualization Format - ISO/IEC 17203:2011[11]
- PLDM - Platform Level Data Model
  - Including Firmware Update, Redfish Device Enablement (RDE)
- REDFISH® – RESTful Schnittstelle für out-of-band Systems Management - ISO/IEC 30115:2018[12]
  - Including Protocols, Schema, Host Interface, Profiles
- SMASH - Systems Management Architecture for Server Hardware
- SMBIOS - System Management BIOS
- SPDM - Security Protocol and Data Model

### Ältere und weitere Standards
Historische und andere Standards existieren weiterhin und sind bei DMTF einsehbar, z. B.
- Desktop Management Interface (DMI) – Erster DMTF-Systemmanagement-Standard, wird inzwischen nicht mehr weiterentwickelt
- Web-Based Enterprise Management (WBEM) – Erweiterung des CIM auf Interoperabilität über das Internet
- Virtualization Management - ISO/IEC 19099:2014[14] (Virtualization-Management-Spezifikation)
- WS-Man - ISO/IEC 17963:2013[15] (Web-Service-Protokoll basierend auf SOAP)
- SM-CLP - ISO/IEC 13187:2011[16] (Kommandozeilen-Protokoll für Server)